# 6336 Dodo
6336 Dodo eller 1992 UU är en asteroid i huvudbältet som upptäcktes den 21 oktober 1992 av den japanska astronomen Satoru Otomo i Kiyosato. Den är uppkallad efter den utdöda fågeln Dront.
Asteroiden har en diameter på ungefär 8 kilometer.